# Mees (geslacht)

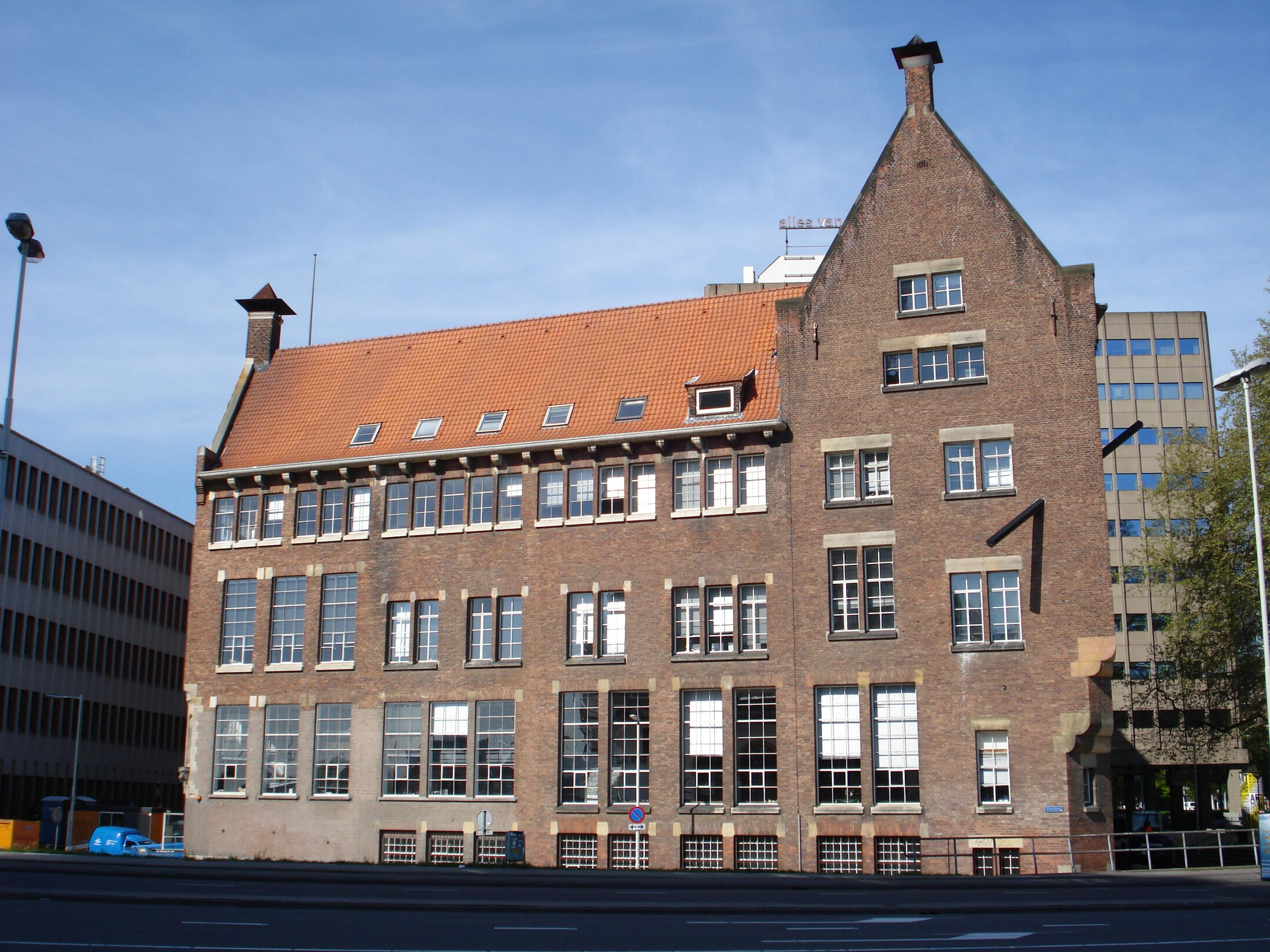
Bankgebouw uit de jaren 1930 van R. Mees & Zoonen aan de Blaak 10 in Rotterdam. Sinds 1981 in gebruik bij de Willem de Kooning Academie.

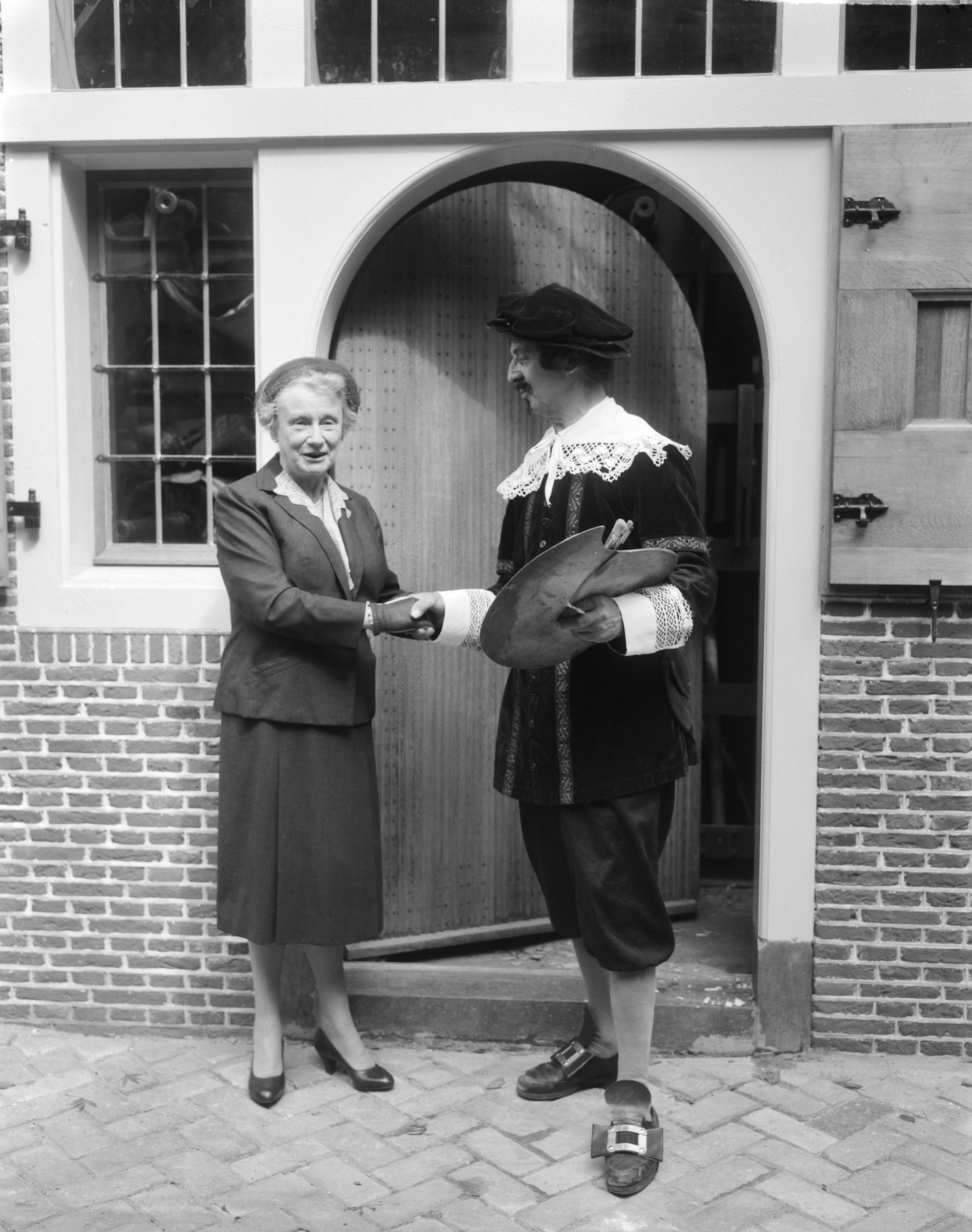
Mevrouw J.M. van Kinschot-Dorhout Mees met 'Rembrandt' bij diens herbouwde geboortehuis (1963)

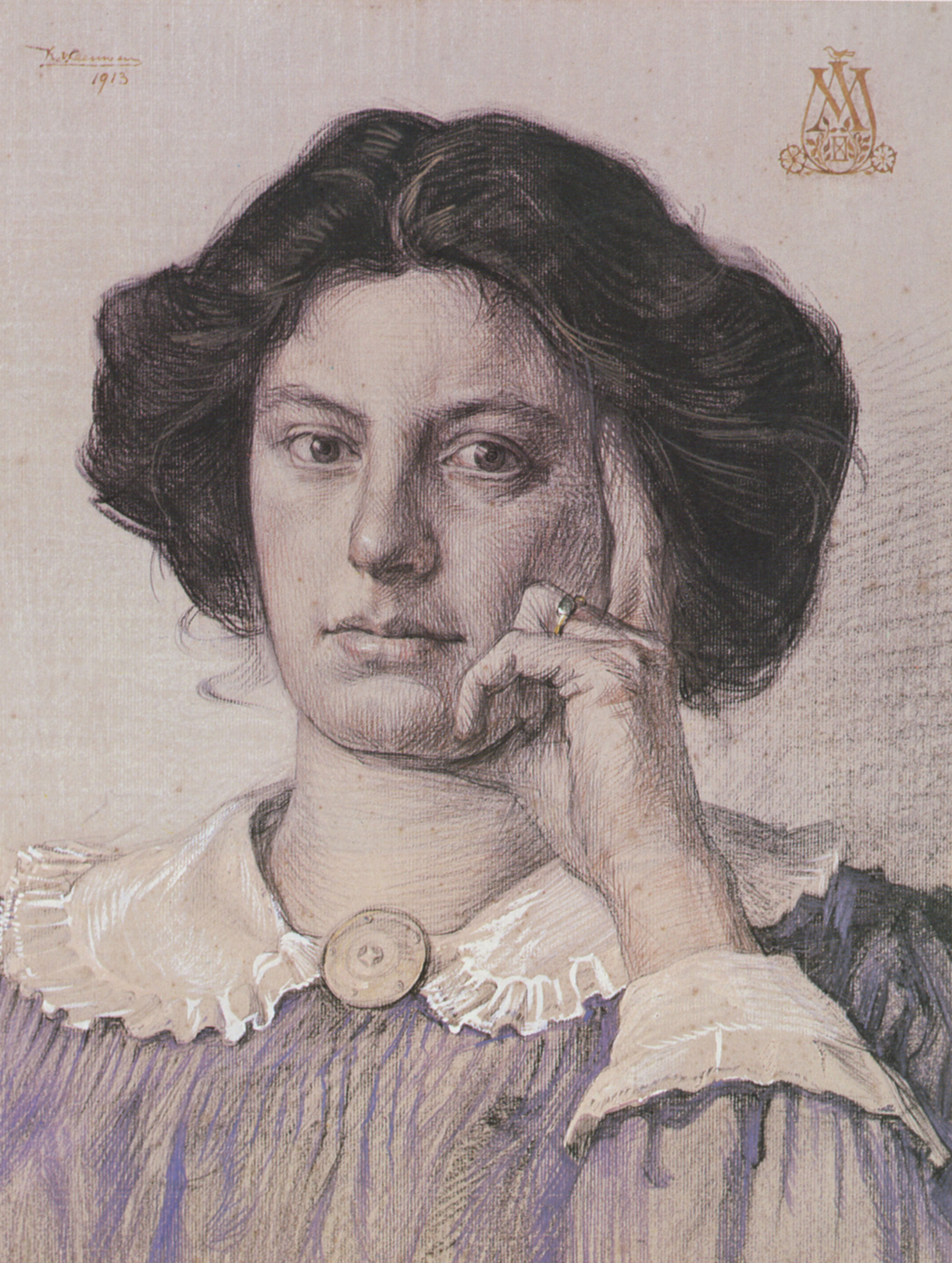
Portret van Ita Mees (Klaas van Leeuwen, 1913)

Mees (ook Alting Mees, Dorhout Mees, Kreunen Mees, Mom Faure Mees en Uniken Mees) is een Nederlands geslacht. De familie werd verschillende malen (in 1983 voor het laatst) opgenomen in het Nederland's Patriciaat.

## Geschiedenis
De Nederlandse familie Mees begint met Joris Mees (overleden rond 1598), die zich in 1594 of 1596 vanuit Aken in Rotterdam vestigde. Zijn zoon Peter werd stamvader van een Groningse tak, met daarin de lijnen Alting Mees, Dorhout Mees en Uniken Mees, en zijn jongere zoon Jeremias werd stamvader van een Rotterdamse tak, met daarin de lijnen Kreunen Mees en Mom Faure Mees.
Uit de Rotterdamse tak stammen de oprichters van de bank R. Mees & Zoonen, een voorloper van Bank Mees & Hope, en MeesPierson.

## Enkele telgen
Groningse tak
- Peter Mees (ovl. 1631), burger en lid koopmans- en kramersgilde te Groningen
  - Joris Mees, lid Gildrecht en secretaris Goorecht
    - Pieter (Petrus) Mees (1644-1717), predikant
      - Hebel Mees (1686-na 1712), luitenant infanterie
        - Petrus Mees (1707-1785), predikant
          - Menso Alting Mees (1744-1795), predikant
            - Regnerus Tjaarda Mees (1790-1867), advocaat en politicus, burgemeester van Appingedam,lid Tweede Kamer
              - Fokko Alting Mees (1819-1900), advocaat, bankier, minister van Koloniën
                - Regnerus Tjaarda Mees (1858-1932), advocaat, bankier
                  - Fokko Alting Mees (1887-1968), graficus
                  - Constantinus Alting (Conno) Mees (1894-1978), uitgever; getrouwd in eerste huwelijk met Mea Verwey (1892-1978), dochter van dichter Albert Verwey
                    - Gerlof Fokko Mees (1926-2013), ichtyoloog, ornitholoog en museumconservator

              - Petrus Alting Mees (1825-1874), geneesheer, burgemeester van Eenrum en Kloosterburen

            - Petrus Mees (1792-1856), predikant
              - Ambrosius Mees (1823-1896)
                - Arnold Lodewijk Mees (1852-1909)
                  - Johan Rudolf Mees (1882-1936), burgemeester van Leerdam
                  - Daniel Constant Mees (1882-1955), burgemeester van Hekelingen en Spijkenisse

              - Bernhardus Dorhout Mees (1830-1890), rechter te Groningen. Naamswijziging naar Dorhout Mees in 1868.
                - Catharina Dorhout Mees (1859-1910); getrouwd met Isaac Antoni van Roijen (1859-1938), burgemeester van Zwolle
                - Evert Joost Dorhout Mees (1861-1925), rechter
                  - Tjalling Justus Dorhout Mees (1898-1993), raadsheer gerechtshof Amsterdam, hoogleraar handelsrecht en burgerlijke rechtsvordering te Utrecht
                    - Evert Joost Dorhout Mees (1925-2016), internist, hoogleraar nefrologie te Utrecht

                - Petrus Dorhout Mees (1868-1939), burgemeester van o.a. Zwollerkerspel
                  - Josina Margaretha Dorhout Mees (1900-1989); getrouwd met jhr. François Henri van Kinschot (1899-1985), burgemeester van Zuidlaren, Alkmaar en Leiden

        - Hitzerus Themmen Mees (1709-1766), advocaat Hooge Justitiekamer te Groningen
          - Hitzerus Phoebus Mees (1744-1804), brouwer
            - Pieter Mees (1787-1878), graanhandelaar
              - Hetzerus Mees (1820-1904), koopman
                - Willem Mees (1849-1920), huisarts
                  - Hermanus Ellen (Herman) Mees (1880-1964), kunstschilder

Rotterdamse tak
- Jeremias Mees (1598-1677), commies ontvanger-generaal
  - Gregorius Mees (1631-1694), predikant
    - Rudolph Mees (1665-1702), kruidenier in Rotterdam
      - Gregorius Mees (1697-1763), lid (1720) firma Cordelois, de Vrijer en Mees, kassiers en makelaars in assurantiën, nadien G. Mees, G. Mees en Zoonen, R. Mees en Zoon en R. Mees & Zoonen, voorloper van MeesPierson
        - Rudolfus Mees (1728-1811), lid firma R. Mees & Zoonen, kassiers en makelaars in assurantiën, schepen van Schieland
          - Adrian Mees (1761-1837), lid firma R. Mees & Zoonen
            - Rudolf Adriaan Mees (1789-1866), lid firma R. Mees & Zoonen, lid gemeenteraad van Rotterdam
              - Willem Cornelis Mees (1813-1884), president van de De Nederlandsche Bank
                - Rudolf Adriaan Mees (1844-1886), hoogleraar natuurkunde en meteorologie te Groningen
                  - Willem Cornelis Mees (1882-1976), advocaat, hoogleraar staathuishoudkunde, Nederl. agrarisch recht en statistiek Landbouwhogeschool te Wageningen, lid gemeenteraad en kantonrechter plv.

                - Adriaan Walter Mees (1847-1907), ingenieur Utrechtsche Waterleiding, lid gemeenteraad en wethouder van Utrecht, lid Prov. Staten van Utrecht
                  - Willem Cornelis Mees (1882-1970), oprichter en directeur Rotterdamsche Scheepshypotheekbank N.V., mede-oprichter en voorzitter Volksuniversiteit Rotterdam, lid Staatscommissie ter regeling van het accountantswezen
                    - Arnoldine Adriana (Adine) Mees (1908-1948), tekenares; getrouwd met Willem Jilt Pol (1905-1988), kunstschilder
                    - Charlotte Talitha Mees (1913-2008), psychologe; getrouwd met Hendrik Nicolaas Boon (1911-1991), ambassadeur en schrijver

              - Marten Mees (1828-1917), lid firma R. Mees & Zoonen, mede-oprichter Holland-Amerika Lijn, penningmeester Spaarbank, vice-voorzitter Kamer van Koophandel en Fabrieken, lid Prov. Staten van Zuid-Holland; trouwde Anna Hendrina van Teutem, dochter van ds. Hendrik Nicolaas van Teutem (1802-1889) en Joanna van Stolk
                - Hendrik Nicolaas Mees (1857-1895), trouwde Geertrude Pauline de Monchy
                - Joan Mees (1861-1940), lid van de firma Bonn & Mees
                  - Maria (Ita) Kreunen Mees (1891-1971), naaldkunstenares en toneelactrice. Naamswijziging naar Kreunen Mees  bij koninklijk besluit van 12 januari 1920, nr. 80. Was verloofd met graficus Jan Kreunen (1892-1918), die voor het huwelijk aan de Spaanse griep overleed.

                - Joanna Maria Cornelia Mees (1864-1934), trouwde Jan van der Hoeven (1863-1941), chirurg en wethouder Gorssel, telg uit het geslacht Van der Hoeven (Dorsten)

            - Maria Johanna Mees (1796-1867), trouwde Engel Pieter de Monchy (1793-1883), lid Tweede Kamer der Staten-Generaal en President Nederlandsche Handel-Maatschappij (1850-1874).
            - Gregorius Mees (1802-1883), hoogleraar Nederlandse taal en letterkunde en vaderlandse geschiedenis Atheneum te Deventer, vice-president rechtbank te Rotterdam
              - Rudolf Adriaan Mees (1837-1903), werkzaam firma J. P. von Hemert & Co., kooplieden te Yokohama, secretaris consulaat-generaal van Zwitserland
                - Rudolf Mees (1868-1909), werkzaam Kamer van Koophandel en Fabrieken te Amsterdam
                  - Leendert Frederik Carel Mees (1902-1990), huisarts
                    - Rudolf Sebastian Hildebrandt Mees (1931-2010), bankier, lid firma R. Mees & Zoonen Assurantiën, lid hoofddirectie Bank Mees & Hope N.V., lid raad van bestuur Ned. Middenstandsbank N.V.